# Sede del Instituto Geográfico Nacional
La sede del Instituto Geográfico Nacional es un edificio de la ciudad española de Madrid, situado en el barrio de Vallehermoso, Chamberí.

## Descripción
Sede de la Dirección General del Instituto Geográfico Nacional, se encuentra situado en la calle General Ibáñez de Ibero número 3, en el barrio de Vallehermoso, perteneciente al distrito de Chamberí. Su construcción corresponde a un proyecto de Pedro Mathet. En enero de 1992 fue declarado por real decreto Bien de Interés Cultural en la categoría de monumento. El proyecto data de 1922 y fue construido entre 1923 y 1929.